# Augustyn I
Augustyn I, urodzony jako Augustyn Kosma Damian de Iturbide y Arámburu, hiszp. Agustín Cosme Damián de Iturbide y Arámburu w skrócie Agustín de Iturbide (ur. 27 września 1783 w Morelii, zm. 19 lipca 1824 w Padilli) – meksykański wojskowy, dyktator, polityk. Po wygranej wojnie z Hiszpanią w 1822 ogłosił się cesarzem. 

## Życiorys

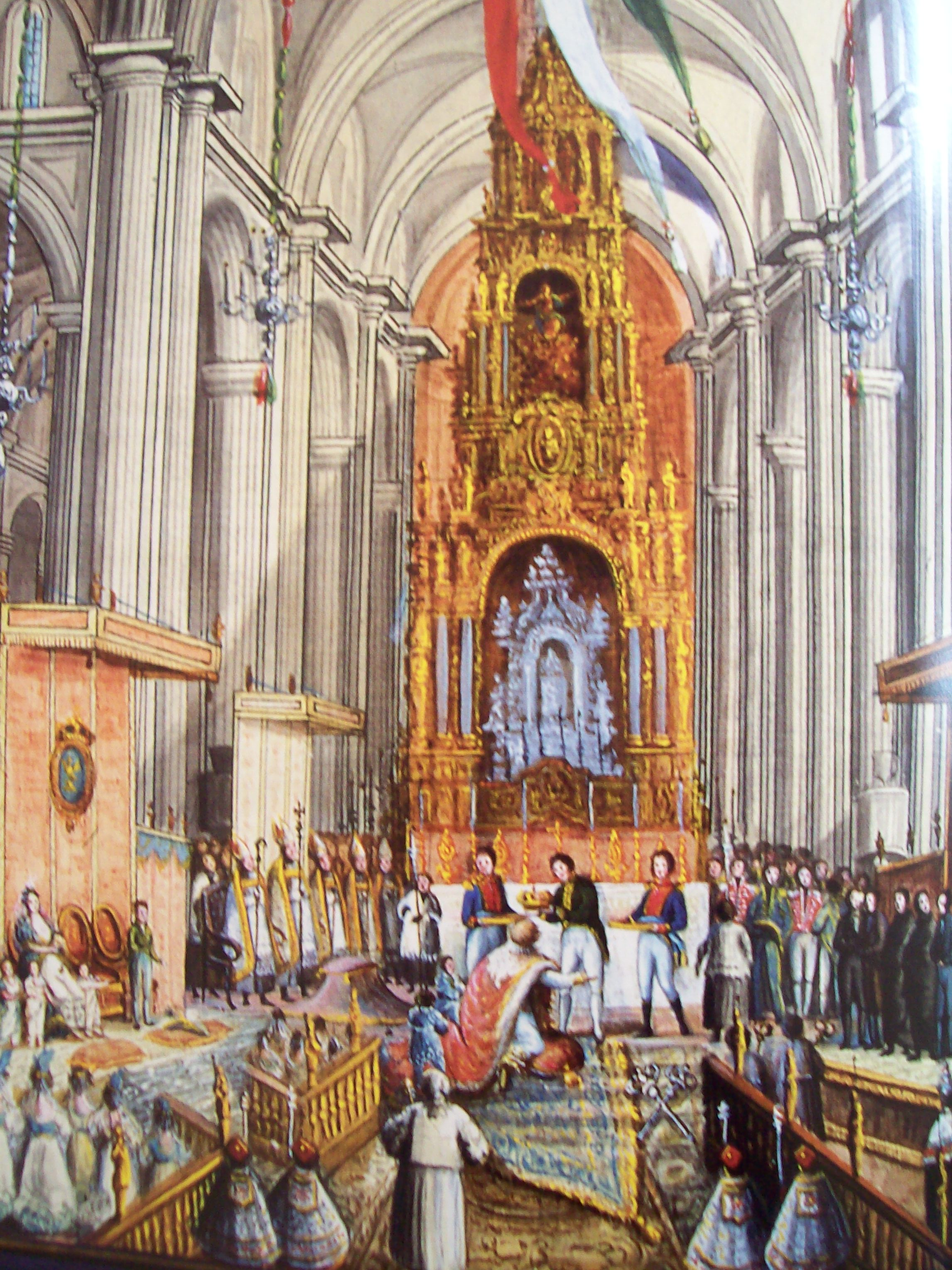
Koronacja Augustyna I

Urodził się w Valladolid de Michoacán (obecnie Morelia). Karierę rozpoczął w wojsku hiszpańskim, w którym pełnił służbę oficerską w Nowym Meksyku. Razem z armią rojalistyczną brał udział w tłumieniu powstania niepodległościowego. W 1820 dowodził oddziałami, które miały zniszczyć siły powstańcze dowodzone przez Vicente Guerrero. Jednak zamiast z nim walczyć przyłączył się do niego (co uczynił jednak w tajemnicy przed władzami hiszpańskimi). Razem w lutym 1821 wydali tzw. Plan Iguala, który zawierał postanowienia odnośnie do niepodległości Meksyku oraz ustanowienia monarchicznej formy rządów. Iturbide i Guerrero otrzymali poparcie całego społeczeństwa i zadali szereg porażek hiszpańskim wojskom kolonialnym. Ostatni hiszpański wicekról Juan O'Donojú ustąpił ze stanowiska 21 sierpnia 1821 i podpisał tzw. Traktat z Cordoby, dzięki któremu Meksyk stał się niepodległym państwem. W ciągu miesiąca Iturbide został tymczasowym przywódcą rządu.
W 1822 ogłosił się cesarzem Agustínem I. Jego panowanie było okresem despotyzmu i nieporadnych rządów. 10 miesięcy później został zmuszony do abdykacji przez Antonia Lópeza de Santa Annę. Iturbide udał się na wygnanie do Włoch. W 1824 wrócił do Meksyku, został aresztowany, uznany za zdrajcę i skazany przez kongres meksykański na karę śmierci. Wyrok wykonano przez rozstrzelanie.

## Potomstwo
Jego żoną była Anna Maria Huarte, z którą miał 10 dzieci:
- Agustin Jerónimo de Iturbide y Huarte (1807-1866)
- Sabina de Iturbide y Huarte (1809-1871)
- Juana María de Iturbide y Huarte (1811-1828)
- Josefa de Iturbide y Huarte (1814-1891)
- Ángel de Iturbide y Huarte (1816-1872), ojciec Agustína de Iturbide y Green
- María Isis de Iturbide y Huarte (1818-1849)
- María de los Dolores de Iturbide y Huarte (1819-1820)
- Salvador de Iturbide y Huarte (1820-1856), ojciec Salvadora de Iturbide y de Marzán
- Felipe Andrés María Guadalupe de Iturbide y Huarte (1822-1853)
- Agustín Cosme de Iturbide y Huarte (1824-1873)